# IC 434
IC 434 es una nebulosa de emisión visible en la constelación de Orión, gracias a sus características, es posible observar por contraste, la famosa Nebulosa Cabeza de Caballo, una Nebulosa oscura que se superpone a nuestra línea de visión.
Ésta es una región H II que se extiende al sur de Alnitak, con el borde suroccidental de la gran nube Orion B, tiene una extensión alargada en dirección norte-sur y recibe directamente desde la estrella 48 Orionis la radiación ionizante. Es un miembro brillante de la gran Asociación OB1 de Orión. La temperatura de la región se midió mediante diversos métodos, utilizando diferentes proporciones de radiación, la obtención de valores incluidos entre 7600 K y 8000 K.
- Datos: Q2355660
- Multimedia: IC 434 / Q2355660